# Kugelpanzer

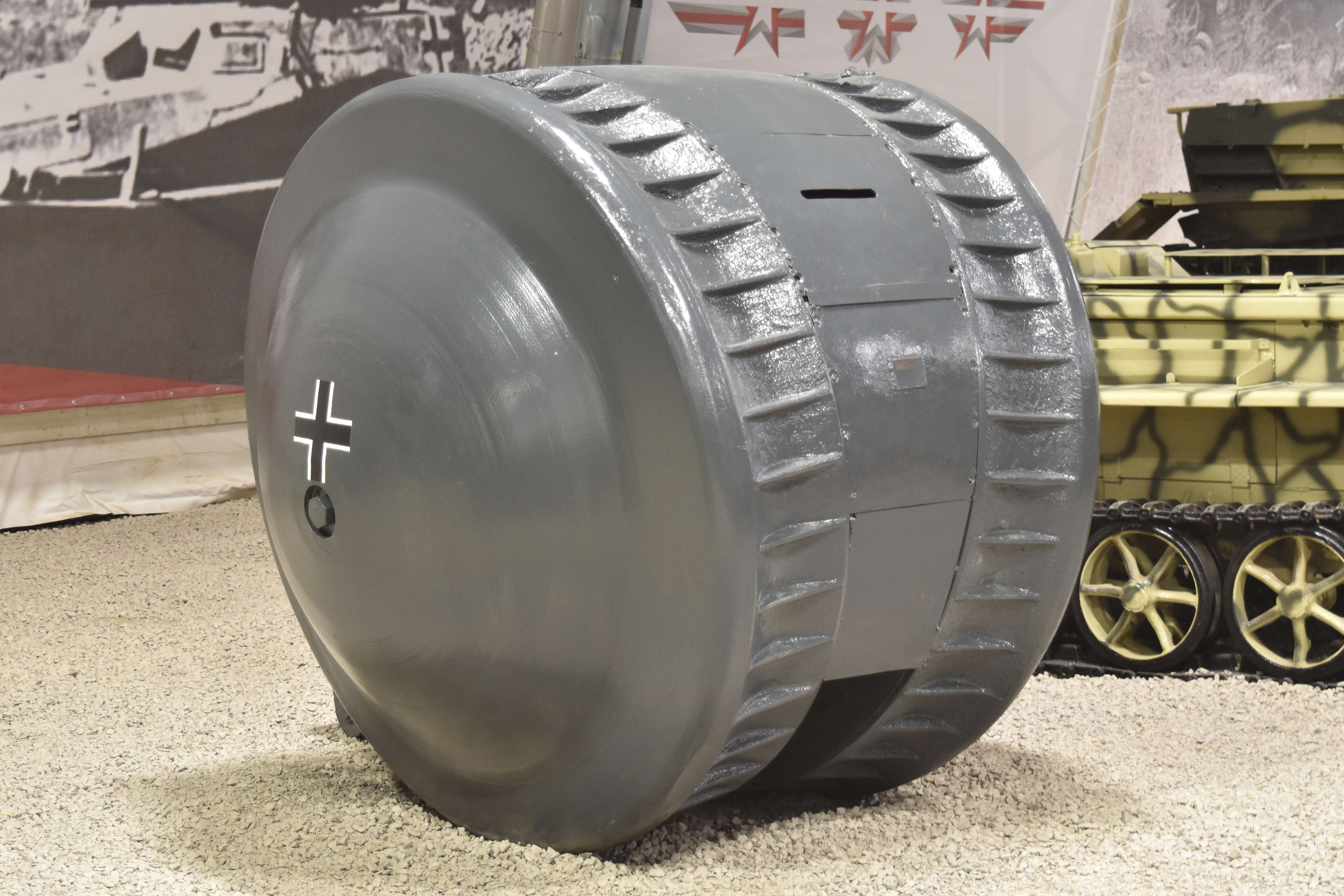
El Kugelpanzer en el museo de tanques de Kubinka en 2017.

El Kugelpanzer es un inusual y extremadamente raro vehículo blindado de la época de la Segunda Guerra Mundial. Solo un ejemplar sobrevive hoy en día como parte de la colección de vehículos blindados alemanes del museo de Kubinka. El historial del vehículo es desconocido, ya que no se encontraron documentos con él y no tenía marcas claras.
Solo cinco puntos parecen claros:
1. Es un vehículo de producción alemana, que fue enviado a Japón.
2. Fue utilizado como vehículo de reconocimiento ligero.
3. Fue capturado en 1945 por las tropas soviéticas, presumiblemente en Manchuria.
4. El blindaje externo tiene solo 5 mm de grosor.
5. Era propulsado por un motor de dos tiempos y de un solo cilindro.